# Володарський (Астраханська область)
Володарський (рос. Володарский) — селище у Володарському районі Астраханської області Російської Федерації. Адміністративний центр та найбільший населений пункт району.
Населення становить 10 136 осіб (2017). Входить до складу муніципального утворення Селище Володарський.

## Історія
Населений пункт розташований на території українського етнічного та культурного краю Жовтий Клин. Згідно із законом від 6 серпня 2004 року органом місцевого самоврядування є Селище Володарський.

## Населення
| 1959    | 1970    | 1979    | 1989    | 2002    | 2010    | 2012    |
| ------- | ------- | ------- | ------- | ------- | ------- | ------- |
| 4876    | ↗6618   | ↗8216   | ↗9326   | ↗9553   | ↗10 005 | ↗10 056 |
| 2013    | 2014    | 2015    | 2016    | 2017    |         |         |
| ↗10 111 | ↘10 079 | ↗10 139 | ↘10 102 | ↗10 136 |         |         |